# Ministr financí Čínské lidové republiky
Ministr financí Čínské lidové republiky (čínsky v českém přepisu čung-chua žen-min kung-che-kuo cchaj-čeng-pu pu-čang, pchin-jinem zhōnghuá rénmín gònghéguó cáizhèngbù bùzhǎng, znaky zjednodušené 中华人民共和国财政部部长) je člen Státní rady Čínské lidové republiky, čínské vlády, který stojí v čele Ministerstva financí Čínské lidové republiky.
V současnosti tento post v Li Čchiangově vládě od října 2023 zastává Lan Fo-an.

## Jmenovací proces
Podle Ústavy Čínské lidové republiky je ministr nominován premiérem a následně schválen Všečínským shromážděním lidových zástupců, nebo jeho stálým výborem. Do funkce je poté jmenován prezidentem Čínské lidové republiky.

## Seznam ministrů financí
Seznam obsahuje také ministry financí Ústřední lidové vlády Čínské lidové republiky z let 1949–1954, a předsedu vojenského kontrolního výboru (červenec 1967 – červen 1970), resp. revolučního výboru (červen 1970 – leden 1975) ministerstva v době Kulturní revoluce.
| #                                                                                | Portrét                                                       | Jméno Narození a úmrtí                                        | Funkční období                                                | Funkční období                                                | Funkční období                                                | Vláda                                                         | Poznámky                                                      |
| #                                                                                | Portrét                                                       | Jméno Narození a úmrtí                                        | Nástup do úřadu                                               | Opuštění úřadu                                                | Dny v úřadu                                                   | Vláda                                                         | Poznámky                                                      |
| Ministr financí Ústřední lidové vlády Čínské lidové republiky                    | Ministr financí Ústřední lidové vlády Čínské lidové republiky | Ministr financí Ústřední lidové vlády Čínské lidové republiky | Ministr financí Ústřední lidové vlády Čínské lidové republiky | Ministr financí Ústřední lidové vlády Čínské lidové republiky | Ministr financí Ústřední lidové vlády Čínské lidové republiky | Ministr financí Ústřední lidové vlády Čínské lidové republiky | Ministr financí Ústřední lidové vlády Čínské lidové republiky |
| -------------------------------------------------------------------------------- | ------------------------------------------------------------- | ------------------------------------------------------------- | ------------------------------------------------------------- | ------------------------------------------------------------- | ------------------------------------------------------------- | ------------------------------------------------------------- | ------------------------------------------------------------- |
| 1.                                                                               |                                                               | Po I-po 薄一波 (1908–2007)                                    | 19. října 1949                                                | 13. října 1952                                                | 2 roky a 360 dní                                              | Čou En-laj I                                                  |                                                               |
| -                                                                                |                                                               | Žung C'-che 戎子和 (1906–1999)                                | 13. října 1952                                                | 18. září 1953                                                 | 11 měsíců a 5 dnů                                             | Čou En-laj I                                                  | Dočasně úřadující.                                            |
| 2.                                                                               |                                                               | Teng Siao-pching 邓小平 (1904–1997)                           | 18. září 1953                                                 | 19. června 1954                                               | 9 měsíců a 1 den                                              | Čou En-laj I                                                  |                                                               |
| 3.                                                                               |                                                               | Li Sien-nien 李先念 (1909–1992)                               | 19. června 1954                                               | 28. září 1954                                                 | 3 měsíce a 9 dnů                                              | Čou En-laj I                                                  |                                                               |
| Ministr financí Čínské lidové republiky                                          |                                                               |                                                               |                                                               |                                                               |                                                               |                                                               |                                                               |
| 3.                                                                               |                                                               | Li Sien-nien 李先念 (1909–1992)                               | 28. září 1954                                                 | 17. ledna 1975 (De facto 1. července 1967)                    | 20 let a 111 dní                                              | Čou En-laj II Čou En-laj III Čou En-laj IV                    |                                                               |
| Předseda vojenského kontrolního výboru (revolučního výboru) ministerstva financí |                                                               |                                                               |                                                               |                                                               |                                                               |                                                               |                                                               |
| -                                                                                |                                                               | Jin Čcheng-čen 殷承祯 (1915–1990)                             | 1. července 1967                                              | 17. ledna 1975                                                | 7 let a 200 dní                                               | Čou En-laj IV                                                 |                                                               |
| Ministr financí Čínské lidové republiky                                          |                                                               |                                                               |                                                               |                                                               |                                                               |                                                               |                                                               |
| 4.                                                                               |                                                               | Čang Ťing-fu 张劲夫 (1914–2015)                               | 17. ledna 1975                                                | 17. srpna 1979                                                | 4 roky a 212 dní                                              | Čou (V) a Chua (I) Chua (II) a Čao (I)                        |                                                               |
| 5.                                                                               |                                                               | Wu Po 吴波 (1906–2005)                                        | 17. srpna 1979                                                | 6. srpna 1980                                                 | 11 měsíců a 20 dnů                                            | Chua (II) a Čao (I)                                           |                                                               |
| 6.                                                                               |                                                               | Wang Ping-čchien 王丙乾 (* 1925)                              | 6. srpna 1980                                                 | 3. září 1992                                                  | 12 let a 28 dní                                               | Chua (II) a Čao (I) Čao C’-jang II Li Pcheng I                |                                                               |
| 7.                                                                               |                                                               | Liou Čung-li 刘仲藜 (* 1934)                                  | 4. září 1992                                                  | 18. března 1998                                               | 5 let a 195 dní                                               | Li Pcheng I Li Pcheng II                                      |                                                               |
| 8.                                                                               |                                                               | Siang Chuaj-čcheng 项怀诚 (* 1939)                            | 18. března 1998                                               | 17. března 2003                                               | 4 roky a 364 dní                                              | Ču Žung-ťi                                                    |                                                               |
| 9.                                                                               |                                                               | Ťin Žen-čching 金人庆 (1944–2021)                             | 17. března 2003                                               | 30. srpna 2007                                                | 4 roky a 166 dní                                              | Wen Ťia-pao I                                                 |                                                               |
| 10.                                                                              |                                                               | Sie Sü-žen 谢旭人 (* 1947)                                    | 30. srpna 2007                                                | 16. března 2013                                               | 5 let a 198 dní                                               | Wen Ťia-pao I Wen Ťia-pao II                                  |                                                               |
| 11.                                                                              |                                                               | Lou Ťi-wej 楼继伟 (* 1950)                                    | 16. března 2013                                               | 7. listopadu 2016                                             | 3 roky a 236 dní                                              | Li Kche-čchiang I                                             |                                                               |
| 12.                                                                              |                                                               | Siao Ťie 肖捷 (* 1957)                                        | 7. listopadu 2016                                             | 19. března 2018                                               | 1 rok a 132 dní                                               | Li Kche-čchiang I                                             |                                                               |
| 13.                                                                              |                                                               | Liou Kchun 刘昆 (* 1956)                                      | 19. března 2018                                               | 24. října 2023                                                | 5 let a 219 dní                                               | Li Kche-čchiang II Li Čchiang                                 |                                                               |
| 14.                                                                              |                                                               | Lan Fo-an 蓝佛安 (* 1962)                                     | 24. října 2023                                                | úřadující                                                     | 1 rok a 128 dní                                               | Li Čchiang                                                    |                                                               |